# Câmera frontal

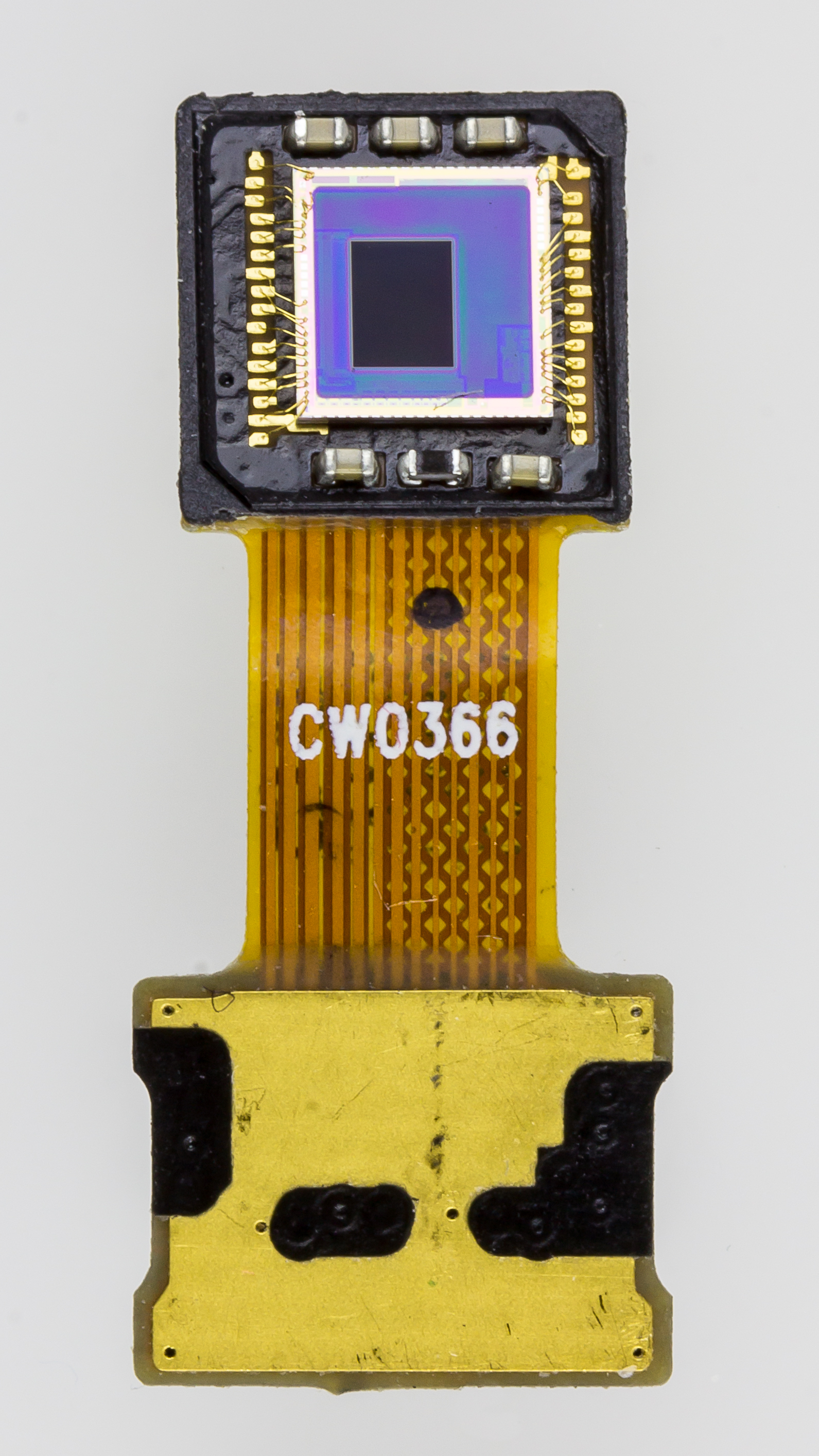
Câmera frontal com conector do smartphone LG Optimus L7 II

Uma câmera frontal ou câmera de selfie é um recurso presente em câmeras, telefones celulares, smartphones, tablets e outros dispositivos móveis que permitem fazer uma fotografia em autorretrato ou vídeo enquanto se olha para o display do dispositivo, geralmente proporcionando uma previsão em tempo real da imagem. Câmeras frontais foram, portanto, um avanço importante para a videotelefonia e para o surgimento da cultura dos selfies.
É um recurso comum, atualmente, em câmeras, celulares, smartphones, tablets, laptops e alguns consoles de videogame portáteis. Enquanto câmeras autônomas são voltadas para a frente, longe do operador, tablets, smartphones e dispositivos móveis semelhantes normalmente têm uma câmera voltada para o operador, permitindo tirar uma foto ou gravar um vídeo de autorretrato enquanto se olha para a tela do dispositivo, geralmente exibindo uma pré-visualização ao vivo da imagem. Essas câmeras são chamadas de câmeras frontais e são importantes para videotelefonia e para tirar selfies. Frequentemente, a imagem de pré-visualização é, por padrão, uma imagem espelhada, o que é mais intuitivo para a maioria das pessoas; esse padrão pode ser substituído e, em qualquer caso, a imagem gravada não é invertida.

## Histórico
Embora não fosse uma câmera frontal dedicada, a câmera digital Casio QV-10 apresentava uma lente que girava 180 graus. Lançada em 1995, foi a primeira câmera digital de consumo com um display LCD colorido. Isso permitia que o usuário apontasse a câmera para si mesmo enquanto visualizava o visor LCD.
Talvez a primeira câmera frontal em um dispositivo portátil tenha sido a Game Boy Camera, lançada no Japão em fevereiro de 1998. A Game Boy Camera era um acessório para o Game Boy.
O primeiro celular com câmera frontal foi o Kyocera Visual Phone VP-210, lançado no Japão em maio de 1999. Era chamado de "videofone móvel" na época, e tinha uma câmera frontal de 110.000 pixels. Ele armazenava até 20 imagens digitais JPEG, que podiam ser enviadas por e-mail, ou o telefone podia enviar até duas imagens por segundo pela rede celular sem fio do Sistema de Telefone Pessoal (PHS) do Japão.
Vários celulares com câmeras frontais foram lançados nos mercados ocidentais em 2003, incluindo o NEC e606, o NEC e616, o Sony Ericsson Z1010 e o Motorola A835. A câmera frontal foi originalmente projetada para videoconferências. O Motorola A920 também foi lançado em 2003 e pode ter sido o primeiro smartphone com uma câmera frontal.
O primeiro iPhone a incluir uma câmera frontal foi o iPhone 4.
Em maio de 2017, o Essential Phone introduziu o entalhe — a remoção de parte da tela para acomodar a câmera frontal. O iPhone X popularizou esse conceito após seu lançamento no final de 2017. A partir de 2019, vários smartphones incorporaram câmeras frontais que emergem de dentro do smartphone para alocar à tela a área que, de outra forma, seria utilizada pelos entalhes. Câmeras sob o display estão em desenvolvimento, o que colocaria uma câmera sob um display especial que permitiria que a câmera visse através do display.

## Ligações Externas
- The Evolution of Selfies: Is the Front-Facing Camera Still Relevant?
- Unlocking the Power of Selfies: Understanding the Front-Facing Camera